# 目撃 (映画)
『目撃』（もくげき、原題: Absolute Power）は、1997年のアメリカ合衆国の政治スリラー・サスペンス映画。

## 概要
製作・監督・主演をクリント・イーストウッドが務め、監督作としては17作目。他の出演はジーン・ハックマンとエド・ハリスなど。
ウィリアム・ゴールドマン脚本、原作は1996年に発表されたデイヴィッド・バルダッチの同名小説。
ある宝石泥棒が忍び込んだ家で、大統領の殺人を目撃したことから、国家権力に追われるさまを描いている。
この映画は、E・G・マーシャルの最後の映画出演でもあった。また、美術館でのシーンはウォルターズ美術館で撮影され、主人公はエル・グレコの絵画「聖痕を受ける聖フランチェスコ」を模写している。

## あらすじ
やり手の泥棒であるルーサー・ホイットニー（クリント・イーストウッド）は、一家が休暇旅行中の隙を狙い大統領の後援者でもある政界の大物ウォルター・サリヴァン（E・G・マーシャル）の邸宅に忍び込む。しかし、大統領アラン・リッチモンド（ジーン・ハックマン）とサリヴァンの妻クリスティ（メロラ・ハーディン）の不倫現場に出くわした挙句、酔ったリッチモンドがクリスティに暴力を振るい、それにナイフで反撃した彼女をシークレットサービスが犯罪者と勘違いして射殺する現場を目撃してしまう。駆け付けた大統領補佐官のグロリア（ジュディ・デイヴィス）は事件のもみ消しを図るため、シークレットサービスのビル（スコット・グレン）とティム（デニス・ヘイスバート）に証拠隠滅を命じ、一部始終を目撃していたルーサーは、彼らが現場に忘れたナイフを持って現場を去る。
翌日、事件の捜査を担当するセス・フランク刑事（エド・ハリス）は、現場から宝石や現金が盗まれていることから強盗による犯行を疑ったものの、指紋が一切見付からない点や強固な警備セキュリティを掻い潜って侵入した犯人が窓から逃げた点などから事件に疑問を抱く。フランクは捜査を進める中でルーサーに辿り着き美術館で絵を描いていたルーサーと接触し、会話をするものの彼のプロフィールや直接交流した印象から殺人を犯すような人物ではないと確信する。一方のルーサーは弁護士資格を持つルーサーの娘ケイト（ローラ・リニー）に会い、別れを告げるものの、ケイトは犯罪者の父を持った恨みから彼を突き放し、聞く耳を持たなかった。ルーサーは国外に逃亡する準備を進めていたが、グロリアは目撃者を特定するためにフランクのオフィスに盗聴器を仕掛ける。ルーサーは逃亡するため空港に向かうが、空港のテレビで真の犯人でありながらリッチモンドが傷心のサリヴァンと共に事件を非難する会見を観て憤慨し、「こんな奴のせいで逃げるのが馬鹿馬鹿しい」と事件を暴露することを決意する。
ルーサーから証拠品であるナイフの写真を送り付けられたグロリアは、ビルとティムと共に対応を協議するが、元々事件の揉み消しに反対していたビルはグロリアを非難する。しかし、グロリアは考えを変えず、彼女に賛同したティムはルーサーの暗殺を名乗り出る。一方のサリヴァンもクリスティの仇を討つため殺し屋を雇い、ルーサーの命を狙う。フランクはルーサーの身を守るためにケイトと接触し、父と会う約束を取り付けさせる。フランクは2人が会う約束をしたカフェ周辺に警官を配置してルーサーを待ち構え、盗聴器から情報を得たティムも暗殺のため現場に向かう。ルーサーはケイトと合流し、サリヴァンが雇った殺し屋とティムが狙撃しようとするが、オフィスビルの窓の光が反射して狙いが逸れてしまい、発砲で群衆や店内が騒然としている隙を突かれて、ルーサーに逃げられてしまう。
フランクはケイトを護衛して家まで送り届けるが、ルーサーは彼女の部屋の中に潜入したままであり、ルーサーはケイトに事件の真相を伝える。ルーサーはグロリアの元に言わば遺品であるクリスティのネックレスを送り付け、それを見たリッチモンドはルーサーとケイトの暗殺を命令する。フランクから異変を聞いたルーサーはケイトの元に向かうが、彼女の乗った車はティムによって崖から突き落とされていた。ケイトは病院に搬送され、病室に侵入したティムに殺されそうになるがルーサーに阻止され、ティムは娘を襲われ激怒したルーサーに頸動脈を注射器で突かれて殺されてしまう。ルーサーはフランクにオフィスの電話を調べるように伝え、サリヴァンの送迎の車の運転手としてサリヴァンと接触して事件の真相を伝え、証拠品のナイフを手渡す。ホワイトハウスに乗り込んだサリヴァンはナイフを手にリッチモンドの執務室に入り、同じ頃にフランクはグロリアを逮捕するが、良心の呵責に苛まれたビルは謝罪の手紙を残して自殺する。サリヴァンをホワイトハウスに送り届けたルーサーが病院に戻ると、テレビでサリヴァンが「リッチモンド大統領が自殺した」と記者会見する映像が流れていた。結末を見届けたルーサーはケイトの病室に戻り、娘に寄り添い娘の絵の続きを描き始める。

## 登場人物
ルーサー・ホイットニー
演 - クリント・イーストウッド
やり手の泥棒でセスからも世界で指折りと認められている。朝鮮戦争で従軍した過去がある。一家そろって海外旅行中と踏んだサリヴァンの邸宅に盗みに入ったが、そこで事件に巻き込まれる。クリスティがリッチモンド達に殺害された(と言っても過言ではない)場面に出くわし、証拠隠滅を図ったラッセルたちが唯一残したナイフを持って脱出する。妻を亡くしている。元はチンピラやギャングの類の男で少なくとも三度の刑期を務めたことがある。美術館で絵を描いていることがある。本質的に悪ではないが少々厚かましいことをすることもある。抜かりがなく、万が一のために変装を用意して危機を乗り切った。他人の筆跡を真似することができる。
アラン・リッチモンド
演 - ジーン・ハックマン
大統領。貧しい家庭の出身。酒癖が悪く、これが今作の事件の発端となる。親友、ましてや恩人とも呼べるウォルターの妻と不倫するなど人間的に問題がある。酔った勢いでクリスティにDV（ドメスティックバイオレンス）を働き、この仕打ちに耐えきれなくなったクリスティに反抗されるが、それを目撃したシークレットサービス達がクリスティを暴漢と誤認して射殺したことで事態は悪化。妻はアジアで外交している。
セス・フランク
演 - エド・ハリス
ミドルトン郡の殺人課の刑事。クリスティが殺害された事件を担当する。ルーサー曰く、新聞でお顔を拝見する有名人。FBI所属の友達がいて、そこを情報源にしてルーサーが事件の関係者であることを見抜いた。
ケイト・ホイットニー
演 - ローラ・リニー
ルーサーの娘であり唯一の身寄り。弁護士。ジョギングが趣味。父親のルーサーのことは犯罪者であることから軽蔑しており、小さいころから面会のために刑務所に行ったなどの体験から尚のこと恨んでおり、親子関係は絶縁同然である。。
ビル・バートン
演 - スコット・グレン
シークレット・サービス。良心的な性格だが悪く言えば気弱で押しが弱い。推測力はあるが仲間のせいで目論見が外れる不運も持っている。刺されたことが何度かあり、これにより、刺し傷に関する知識がある。元々は州警察の人間でセスからも有名人扱いされていた。中立的でもあり自分たちに立ち向かってくるルーサーを称賛し、グロリアの提案に乗ったことに後悔して殺意を直言したこともある。最期は罪悪感に苛まれ遺書を残し自ら命を絶つ。
ティム・コリン
演 - デニス・ヘイスバート
シークレット・サービス。グロリアに賛同しておりルーサーの抹殺にも積極的。銃の扱いに長けている。ケイトの乗った車をから突き落とし、更に彼女の搬送先の病院でケイトを亡き者にすべく医師に化けて病室に侵入するも、寸でのところでルーサーに阻止された上、娘を襲われ激怒したルーサーに頸動脈に注射器で空気を注射され殺されてしまう。
グロリア・ラッセル
演 - ジュディ・デイヴィス
大統領補佐官。クリスティ殺害の状況を完全に隠滅しようと発案した張本人。モラハラ気質のきつい性格。
ウォルター・サリヴァン
演 - E・G・マーシャル
大統領の後援者である政界の大物。80歳。セスからも素晴らしいと認められている清廉な人物だが妻を殺された復讐心から歪んでしまい、殺し屋を雇ってまで妻を殺した人物を殺すことを考えるようになる。47年間連れ添った前妻を亡くした過去を持つ。
クリスティ・サリヴァン
演 - メロラ・ハーディン
ウォルターの若き妻。リッチモンドと不倫していた。夫の親友とも言えるリッチモンドと不倫をするなど節操のない性格。リッチモンドのサディストな対応に我慢ができず反撃するが、それを目撃したシークレットサービス達に犯罪者と間違われて撃たれて死亡する。
ローラ・サイモン
演 - ペニー・ジョンソン
セスの同僚。推理力は当たらずとも遠からず。
マイケル・マッカーティ
演 - リチャード・ジェンキンス
殺し屋。本人曰く、待つのは嫌な性分。妻を殺されたサリヴァンに妻を殺した人物の殺害を依頼される。

## キャスト
| 役名                   | 俳優                     | 日本語吹替 | 日本語吹替   |
| 役名                   | 俳優                     | ソフト版   | テレビ朝日版 |
| ---------------------- | ------------------------ | ---------- | ------------ |
| ルーサー・ホイットニー | クリント・イーストウッド | 納谷悟朗   | 野沢那智     |
| アラン・リッチモンド   | ジーン・ハックマン       | 石田太郎   | 石田太郎     |
| セス・フランク         | エド・ハリス             | 磯部勉     | 池田勝       |
| ケイト・ホイットニー   | ローラ・リニー           | 山像かおり | 日野由利加   |
| ビル・バートン         | スコット・グレン         | 江原正士   | 谷口節       |
| ティム・コリン         | デニス・ヘイスバート     | 菅原正志   | 楠大典       |
| グロリア・ラッセル     | ジュディ・デイヴィス     | 弥永和子   | 塩田朋子     |
| ウォルター・サリヴァン | E・G・マーシャル         | 小林恭治   | 稲垣隆史     |
| クリスティ・サリヴァン | メロラ・ハーディン       | ?          | 高島雅羅     |
| マイケル・マッカーティ | リチャード・ジェンキンス | ?          | ?            |
| ローラ・サイモン       | ペニー・ジョンソン       | ?          | ?            |

- テレビ朝日版：初回放送2000年4月30日『日曜洋画劇場』

## 音楽
サウンドトラックは、1997年3月11日にリリースされた。「Kate's Theme」はクリント・イーストウッドが作曲しレニー・ニーハウスが編曲、その他はすべてレニー・ニーハウスが作詞作曲、編曲した。
| #         | タイトル                                  | 作詞      | 作曲・編曲 | Artist             | 時間 |
| --------- | ----------------------------------------- | --------- | ---------- | ------------------ | ---- |
| 1.        | 「Kate's Theme」                          |           |            | レニー・ニーハウス | 2:07 |
| 2.        | 「Mansion」                               |           |            | レニー・ニーハウス | 1:32 |
| 3.        | 「Christy Dies」                          |           |            | レニー・ニーハウス | 2:28 |
| 4.        | 「Mansion Chase」                         |           |            | レニー・ニーハウス | 4:34 |
| 5.        | 「Christy's Dance」                       |           |            | レニー・ニーハウス | 3:42 |
| 6.        | 「Waiting for Luther/Wait for My Signal」 |           |            | レニー・ニーハウス | 6:58 |
| 7.        | 「Dr. Kevorkian I Presume」               |           |            | レニー・ニーハウス | 1:44 |
| 8.        | 「Sullivan's Revenge」                    |           |            | レニー・ニーハウス | 2:19 |
| 9.        | 「Kate's Theme/End Credits」              |           |            | レニー・ニーハウス | 4:42 |
| 合計時間: | 合計時間:                                 | 合計時間: | 29:54      |                    |      |

## 原作との違い
- 小説の主役は、ジャック・グラハムという若い弁護士であり、物語は彼と、ルーサーの親友、そしてケイトを主点に展開される。しかし、この若い弁護士の彼は映画化に際して削除された。また映画版の主役であったルーサーは途中で殺されてしまう。
- 登場人物の年齢がかなり異なり、全体的に映画版の方が高めである。原作のリッチモンド大統領は40代前半と若く[注 9]、グロリアも原作の方が若く設定されている（38歳）。ただし、ウォルター・サリヴァンは原作の方がやや老いている。また、映画版でアフリカ系アメリカ人であったティムは、原作では白人である。
- 結末が完全に異なる。映画版ではリッチモンド大統領はウォルターに刺殺されるが、原作では逮捕される（その後の詳細は書かれていない）。グロリアは、懲役10年のところをリッチモンド大統領を売る（彼に不利な証言を行う）ことで司法取引し、執行猶予処分を勝ち取る。コリンは20年の判決を受け、バートンは自殺する。登場人物の3分の2は話の途中でバートンたちに殺害され、その中には映画版の主人公であるルーサーも含まれる。

## 制作に関するイーストウッドの要求
クリント・イーストウッドは、原作の登場人物や基本的なストーリーは気に入っていたが、登場人物の大半が殺されてしまうことには不服だった。そこでイーストウッドは、最初に映画用に原作の改編について意見を求められた時、脚本担当のゴールドマンに、「観客に気に入られる登場人物は殺さないでくれ」と求め、それに沿って大幅な改編がなされた。

## 評価
レビュー・アグリゲーターのRotten Tomatoesでは57件のレビューで支持率は56%、平均点は5.70/10となった。Metacriticでは21件のレビューを基に加重平均値が52/100となった。

## 原作の日本語訳版
当初の邦題は『黙殺』であったが、映画公開にあわせ、映画邦題の『目撃』に改題された。
- 『黙殺』村上博基 訳、徳間書店、1996年。ISBN 4-19-860609-9。
- 『目撃』村上博基 訳、徳間書店、1997年。ISBN 4-19-890696-3。